# De stærke jyder
De stærke jyder var en kristen vækkelsesbevægelse i 1700- og 1800-tallet. De stærke jyder var den første folkelige vækkelsesbevægelse i Danmark. Bevægelsen havde sin oprindelse i området mellem Horsens og Vejle i Jylland omkring byerne Hedensted og Løsning. Blandt de stærke jyder var både gårdejere, husmænd, håndværkere og tjenestefolk. Navnet De stærke jyder fik de først senere. De kaldte sig selv De opvakte.
Vækkelsesbevægelsen var en modreaktion på de store ændringer i oplysningstiden. I Danmark begyndte udskiftningerne på landet, skole- og kirkereformer blev sat i gang, og censur blev afskaffet.
De stærke jyder tog afstand fra en række fornyelser. De protesterede f.eks., da Balles lærebog fra 1791 skulle indføres i skolen og til konfirmationsforberedelsen. De gik også mod den nye evangelisk-kristelige salmebog. De anså både den nye lærebog og den nye salmebog som udtryk for en kristendomsforståelse, der var langt fra bibelsk eller luthersk kristendom. I deres forsamlinger (de såkaldte
konventikler) læste de fortsat de gamle andagtsbøger og sang efter Brorsons salmebog. De ønskede at beholde Kingos salmebog i kirken og Pontoppidans Sandhed til gudfrygtighed i skolen.
I 1839 gav kong Frederik 6. efter for deres civile modstand og gav dem lov til selv at undervise deres børn i private friskoler. I alt blev der i de følgende år bygget 13 opvakte friskoler i sognene mellem Horsens og Vejle.
De stærke jyder havde rødder i både den lutherske ortodoksi og den danske pietisme. Dette blev kaldt for dobbelt oprindelse. Bevægelsen blev i løbet af tiden kritiseret af både herrnhuterne i Christiansfeld, som mente, at de ikke var inderlige og glade nok, og af grundtvigianerne, som fandt dem for snævre. De stærke jyder blev med tiden en del af Indre Mission.

## De stærke jyders skoler[1]
1. Lund Privatskole, Glattrup, Danmarks første privatskole/friskole[2] (1839-1875)[3]
2. Kragelund (1840-1963)
3. Sindbjerglund (1840-1902)
4. Remmerslund (1841-1945)
5. Korning (1841-1942)
6. Gl. Sole (1842-1965)
7. Vindelev (-1867)
8. Bølling (-1851)[4]
9. Glattrup Mark (-1927)
10. Lundum (-1917)
11. Kragelund Fælled (1895-1948)
12. Løsning (1906-1968)
13. Bøgballe (1911-)